# Eccellenza Veneto 2021-2022
Il campionato italiano di calcio di Eccellenza regionale 2021-2022 è il trentunesimo organizzato in Italia. Rappresenta il quinto livello del calcio italiano.

## Stagione
La scorsa stagione, caratterizzata dal COVID-19, si è conclusa con le due promozioni di San Martino Speme e Spinea. Infine, lo Scardovari parte con un punto di penalizzazione perché nella stagione precedente ha schierato un giocatore squalificato.. Inoltre il Castelbaldo Masi si unisce con l'Academy Plateola 1911 prendendone la denominazione e il Borgoricco si unisce con lo United Padova CSA 1924 diventando United Borgoriccocampetra.

### Formula
Quest'anno, il Comitato Regionale della Regione Veneto ufficializza il passaggio a 42 squadre (le 34 rimaste dalla scorsa stagione più otto ripescate), suddivise in tre gironi da 14 squadre. Le vincitrici dei tre gironi formeranno un ulteriore girone di spareggio a tre squadre, in modo da determinare le due promosse alla Serie D. La terza classificata del girone di spareggio e la vincitrice del girone a tre squadre contenente le seconde classificate saranno le due squadre ammesse agli spareggi nazionali.
Le tre retrocessioni per girone, per un totale di nove, sono determinate da una retrocessione diretta e due tramite play-out con partite di andata e ritorno che non si effettueranno se il distacco è superiore o uguale a sette punti.

## Girone A

### Squadre partecipanti
| Club                            | Città                       | Stadio                               | Stagione precedente   |
| ------------------------------- | --------------------------- | ------------------------------------ | --------------------- |
| U.S. Belfiorese                 | Belfiore (VR)               | Stadio Comunale                      | Ecc. A                |
| A.S.D. Calcio Mozzecane         | Mozzecane (VR)              | Stadio N. Faccioli                   | Promozione, ripescato |
| Calcio Schio 1905               | Schio (VI)                  | Stadio "De Rigo"                     | 9° in Eccellenza/A    |
| A.S.D. Cologna Veneta 1919      | Cologna Veneta (VR)         | Stadio comunale                      | Promozione, ripescato |
| A.C. Garda                      | Garda (VR)                  | Stadio Comunale Adriano Cometti      | Ecc. A                |
| U.C. Montecchio Maggiore S.r.l. | Montecchio Maggiore (VI)    | Stadio Gino Cosaro                   | 6° in Eccellenza/A    |
| Mestrinorubano F.C.             | Mestrino (PD)               | Stadio Francesco Bertocco            | Promozione, ripescato |
| Montorio F.C.                   | Verona (VR)                 | Stadio comunale                      | Promozione, ripescato |
| A.S.D. Pescantina Settimo       | Pescantina (VR)             | Pescantina - Pinarolli Stadium       | Ecc. A                |
| Team Santa Lucia Golosine       | Verona                      | Stadio comunale Via Santa Elisabetta | Promozione, ripescato |
| F.C.D. Valgatara                | Marano di Valpolicella (VR) | Stadio Comunale Valgatara            | 4° in Eccellenza/A    |
| S.S.D. Vigasio                  | Vigasio (VR)                | Stadio Ugo Capone                    | 7° in Eccellenza/A    |
| A.S.D. Villafranca Veronese     | Villafranca di Verona (VR)  | Stadio Comunale                      | 2° in Eccellenza/A    |
| A.C.D. Virtus Cornedo           | Cornedo Vicentino (VI)      | Stadio comunale                      | Promozione, ripescato |

### Classifica finale
|  | Pos. | Squadra              | Pt | G  | V  | N | P  | GF | GS | DR  |
|  | ---- | -------------------- | -- | -- | -- | - | -- | -- | -- | --- |
|  | 1.   | Villafranca Veronese | 66 | 26 | 21 | 3 | 2  | 55 | 18 | +37 |
|  | 2.   | Montecchio Maggiore  | 62 | 26 | 19 | 5 | 2  | 59 | 22 | +37 |
|  | 3.   | Vigasio              | 59 | 26 | 19 | 5 | 3  | 47 | 19 | +28 |
|  | 4.   | Mestrino Rubano      | 43 | 26 | 12 | 7 | 7  | 41 | 29 | +12 |
|  | 5.   | Belfiorese           | 42 | 26 | 12 | 6 | 8  | 32 | 33 | -1  |
|  | 6.   | Pescantina Settimo   | 41 | 26 | 12 | 5 | 9  | 36 | 29 | +7  |
|  | 7.   | Valgatara            | 35 | 26 | 10 | 5 | 11 | 38 | 36 | +2  |
|  | 8.   | Montorio             | 35 | 26 | 9  | 8 | 9  | 33 | 36 | -3  |
|  | 9.   | Virtus Cornedo       | 34 | 26 | 10 | 4 | 12 | 34 | 36 | -2  |
|  | 10.  | Garda                | 25 | 26 | 7  | 4 | 1  | 21 | 44 | -23 |
|  | 11.  | Cologna Veneta       | 22 | 26 | 7  | 1 | 18 | 27 | 51 | -24 |
|  | 12.  | Schio                | 21 | 26 | 6  | 3 | 17 | 20 | 39 | -19 |
|  | 13.  | Calcio Mozzecane     | 17 | 26 | 4  | 5 | 17 | 16 | 39 | -23 |
|  | 14.  | Team S. Lucia        | 12 | 26 | 3  | 3 | 20 | 21 | 51 | -28 |

Legenda:
       Ammessa al Girone finale 1.
       Ammessa al Girone finale 2.
 Ammessa ai play-out.
       Retrocessa in Promozione Veneto 2022-2023.
Note:
Calcio Mozzecane retrocesso senza play-out.
Regolamento:
Tre punti a vittoria, uno a pareggio, zero a sconfitta.
In caso di arrivo di due o più squadre a pari punti, la graduatoria verrà stilata secondo la classifica avulsa tra le squadre interessate che prevede, in ordine, i seguenti criteri:
- Punti negli scontri diretti.
- Differenza reti negli scontri diretti.
- Differenza reti generale.
- Reti realizzate in generale.
- Sorteggio.

### Risultati

#### Tabellone
|                     | Bel  | CMo  | CSc  | CVe  | Gar  | Mes  | Mtc  | Mtr  | Pes  | TSL  | Val  | Vig  | Vil  | Vir  |
| ------------------- | ---- | ---- | ---- | ---- | ---- | ---- | ---- | ---- | ---- | ---- | ---- | ---- | ---- | ---- |
| Belfiorese          | –––– | 0-0  | 2-1  | 3-1  | 1-0  | 0-1  | 0-1  | 0-3  | 2-2  | 1-0  | 3-2  | 0-3  | 1-3  | 1-0  |
| Calcio Mozzecane    | 1-2  | –––– | 0-1  | 0-1  | 2-0  | 1-1  | 1-2  | 1-2  | 2-0  | 0-0  | 0-0  | 0-1  | 0-2  | 0-1  |
| Calcio Schio        | 1-1  | 3-0  | –––– | 1-2  | 2-1  | 1-4  | 0-3  | 0-1  | 0-3  | 2-1  | 0-1  | 1-1  | 0-1  | 2-0  |
| Cologna Veneta      | 1-1  | 2-0  | 1-0  | –––– | 2-0  | 1-2  | 1-3  | 0-2  | 1-2  | 3-2  | 2-4  | 0-1  | 0-3  | 1-2  |
| Garda               | 0-1  | 0-0  | 2-1  | 1-0  | –––– | 2-1  | 1-4  | 1-1  | 2-0  | 3-1  | 0-4  | 0-0  | 1-0  | 0-1  |
| Mestrinorubano      | 1-2  | 2-1  | 3-0  | 2-0  | 3-2  | –––– | 0-1  | 2-2  | 3-1  | 3-1  | 0-0  | 1-2  | 1-1  | 1-1  |
| Montecchio Maggiore | 2-1  | 3-0  | 2-1  | 3-1  | 2-0  | 4-0  | –––– | 1-0  | 1-1  | 5-1  | 1-0  | 2-2  | 2-2  | 4-3  |
| Montorno            | 2-2  | 1-2  | 2-1  | 3-0  | 1-1  | 0-2  | 2-1  | –––– | 0-4  | 0-0  | 0-2  | 2-1  | 1-2  | 1-1  |
| Pescantina Settimo  | 1-1  | 2-0  | 1-0  | 1-2  | 3-0  | 0-0  | 1-1  | 4-1  | –––– | 1-0  | 2-1  | 0-3  | 1-2  | 2-1  |
| Team Santa Lucia    | 1-3  | 3-0  | 0-1  | 5-4  | 0-1  | 0-3  | 1-2  | 1-2  | 2-0  | –––– | 1-2  | 2-4  | 0-1  | 0-2  |
| Valgatara           | 0-2  | 1-3  | 3-0  | 4-1  | 4-0  | 1-1  | 1-4  | 1-1  | 0-1  | 3-0  | –––– | 2-1  | 1-1  | 0-3  |
| Vigasio             | 2-0  | 2-0  | 1-1  | 2-0  | 3-1  | 3-0  | 1-1  | 2-1  | 1-0  | 2-0  | 2-1  | –––– | 1-3  | 2-0  |
| Villafranca V.      | 2-0  | 4-0  | 1-0  | 2-0  | 5-1  | 2-1  | 1-0  | 4-2  | 2-1  | 2-0  | 3-0  | 0-2  | –––– | 5-2  |
| Virtus Cornedo      | 1-2  | 3-2  | 2-0  | 2-0  | 2-1  | 0-3  | 0-3  | 0-0  | 1-2  | 1-1  | 4-0  | 1-2  | 0-1  | –––– |

#### Play-out

##### Andata
|              | Risultati |                     | Luogo, data e ora               |
| ------------ | --------- | ------------------- | ------------------------------- |
| Calcio Schio | 4-0       | Cologna Veneta 1919 | Schio, 8 maggio 2022, ore 16,30 |
|              |           |                     |                                 |

##### Ritorno
|                     | Risultati |              | Luogo, data e ora                         |
| ------------------- | --------- | ------------ | ----------------------------------------- |
| Cologna Veneta 1919 | 1-3       | Calcio Schio | Cologna Veneta, 15 maggio 2022, ore 16,30 |
|                     |           |              |                                           |

## Girone B

### Squadre partecipanti
| Club                             | Città                     | Stadio                          | Stagione precedente |
| -------------------------------- | ------------------------- | ------------------------------- | ------------------- |
| Abano Calcio                     | Abano Terme (PD)          | Stadio delle Terme              | Ecc. A              |
| A.S.D. Academy Plateola 1911     | Piazzola sul Brenta (PD)  | Stadio comunale                 | Ecc. A              |
| A.S.D. Albignasego Calcio        | Albignasego (PD)          | Stadio Massimo Montagna         | Ecc. A              |
| U.S. Arcella                     | Padova                    | Campo L. Bressan                | 3° in Eccellenza/A  |
| A.S.D. Bassano                   | Bassano del Grappa (VI)   | Stadio Rino Mercante            | 5° in Eccellenza/A  |
| A.S.D. Cerealdocks Camisano      | Camisano Vicentino (VI)   | Stadio Cavalier G. Dal Mas      | 8° in Eccellenza/A  |
| F.C. Calvi Noale S.S.D. a r.l.   | Noale (VE)                | Stadio Azzurri d'Italia 2006    | 3° in Eccellenza/B  |
| A.S. Giorgione                   | Castelfranco Veneto (TV)  | Stadio Giuseppe Ostani          | 2° in Eccellenza/B  |
| A.S.D. Godigese                  | Castello di Godego (TV)   | Stadio comunale                 | Ecc. B              |
| S.P. Pozzonovo                   | Pozzonovo (PD)            | Stadio Comunale                 | Ecc. A              |
| A.C.D. Robeganese-Fulgor Salzano | Salzano (VE)              | Stadio comunale di Salzano      | 9° in Eccellenza/B  |
| A.S.D. San Giorgio in Bosco      | San Giorgio in Bosco (PD) | Stadio Comunale "Dino Trento"   | Ecc. A              |
| S.S.D. Scardovari                | Scardovari (RO)           | Stadio comunale "Moreno De Bei" | Ecc. B              |
| S.S.D. United Borgoriccocampetra | Camposampiero (PD)        | Stadio Emanuele Mason           | Ecc. A              |

### Classifica finale
|  | Pos. | Squadra                   | Pt | G  | V  | N  | P  | GF | GS | DR  |
|  | ---- | ------------------------- | -- | -- | -- | -- | -- | -- | -- | --- |
|  | 1.   | Giorgione                 | 59 | 26 | 18 | 5  | 3  | 53 | 16 | +37 |
|  | 2.   | United Borgoriccocampetra | 50 | 26 | 13 | 5  | 6  | 40 | 25 | +15 |
|  | 3.   | Arcella                   | 49 | 26 | 14 | 7  | 55 | 40 | 24 | +16 |
|  | 4.   | Bassano                   | 44 | 26 | 13 | 5  | 8  | 49 | 31 | +18 |
|  | 5.   | Camisano                  | 41 | 26 | 10 | 11 | 5  | 35 | 36 | -1  |
|  | 6.   | Calvi Noale               | 40 | 26 | 12 | 4  | 10 | 45 | 37 | +8  |
|  | 7.   | Godigese                  | 39 | 26 | 10 | 9  | 7  | 27 | 24 | +3  |
|  | 8.   | Pozzonovo                 | 34 | 26 | 9  | 7  | 10 | 32 | 38 | -6  |
|  | 9.   | Academy Plateola 1911     | 31 | 26 | 6  | 13 | 7  | 30 | 30 | 0   |
|  | 10.  | Albignasego               | 27 | 26 | 8  | 3  | 15 | 28 | 40 | -12 |
|  | 11.  | Robeganese-Fulgor Salzano | 23 | 26 | 6  | 5  | 15 | 21 | 34 | -13 |
|  | 12.  | Abano                     | 22 | 26 | 4  | 10 | 12 | 21 | 33 | -12 |
|  | 13.  | San Giorgio in Bosco      | 19 | 26 | 4  | 7  | 15 | 22 | 52 | -30 |
|  | 14.  | Scardovari (-1)           | 18 | 26 | 4  | 7  | 15 | 26 | 49 | -23 |

Legenda:
       Ammessa al Girone finale 1.
       Ammessa al Girone finale 2.
 Ammessa ai play-out.
       Retrocessa in Promozione Veneto 2022-2023.
Note:
Lo Scardovari sconta un punto di penalizzazione.
L'Arcella sconta un punto di penalizzazione con sconfitta a tavolino.
All'Arcella è stato tolto il punto di penalizzazione in appello.
San Giorgio in Bosco retrocesso senza play-out.
Regolamento:
Tre punti a vittoria, uno a pareggio, zero a sconfitta.
In caso di arrivo di due o più squadre a pari punti, la graduatoria verrà stilata secondo la classifica avulsa tra le squadre interessate che prevede, in ordine, i seguenti criteri:
- Punti negli scontri diretti.
- Differenza reti negli scontri diretti.
- Differenza reti generale.
- Reti realizzate in generale.
- Sorteggio.

### Risultati

#### Tabellone
|                           | Aba  | AcP  | Alb  | Arc  | Bas  | Cal  | Cam  | Gio  | God  | Poz  | Rob  | San  | Sca  | UBo  |
| ------------------------- | ---- | ---- | ---- | ---- | ---- | ---- | ---- | ---- | ---- | ---- | ---- | ---- | ---- | ---- |
| Abano Calcio              | –––– | 0-0  | 0-1  | 0-1  | 0-1  | 1-1  | 0-0  | 1-1  | 0-1  | 0-1  | 2-1  | 2-2  | 1-4  | 1-1  |
| Academy Plateola 1911     | 0-1  | –––– | 0-0  | 1-0  | 3-1  | 2-1  | 1-1  | 0-1  | 2-3  | 1-1  | 3-0  | 1-0  | 1-1  | 1-1  |
| Albignasego               | 1-2  | 1-1  | –––– | 3-0  | 0-2  | 2-3  | 1-3  | 2-1  | 2-2  | 0-1  | 1-0  | 3-0  | 4-1  | 0-1  |
| Arcella Padova            | 1-1  | 0-0  | 3-0  | –––– | 2-1  | 1-1  | 1-1  | 1-4  | 3-1  | 1-0  | 1-1  | 2-0  | 4-2  | 0-0  |
| Bassano                   | 3-0  | 4-2  | 1-2  | 3-0  | –––– | 2-1  | 0-1  | 1-1  | 1-1  | 1-0  | 1-1  | 4-1  | 2-0  | 1-2  |
| Calvi Noale               | 1-1  | 2-1  | 2-1  | 1-2  | 3-5  | –––– | 1-2  | 0-3  | 3-0  | 0-3  | 2-0  | 1-0  | 3-0  | 3-1  |
| Camisano                  | 1-0  | 0-0  | 3-1  | 0-6  | 1-0  | 2-1  | –––– | 0-0  | 0-0  | 3-1  | 2-1  | 1-1  | 1-1  | 1-0  |
| Giorgione                 | 2-0  | 1-1  | 4-0  | 1-0  | 1-2  | 0-2  | 3-1  | –––– | 1-1  | 1-1  | 1-0  | 0-5  | 3-1  | 2-0  |
| Godigese                  | 1-1  | 1-1  | 1-0  | 0-1  | 1-0  | 3-0  | 1-1  | 0-1  | –––– | 1-0  | 2-0  | 1-1  | 0-1  | 0-1  |
| Pozzonovo                 | 2-2  | 3-2  | 2-0  | 1-4  | 2-1  | 0-3  | 0-0  | 0-2  | 3-1  | –––– | 3-2  | 1-1  | 1-1  | 1-4  |
| Robeganese F. Salzano     | 1-0  | 1-1  | 0-1  | 0-1  | 0-0  | 1-5  | 2-0  | 2-3  | 0-2  | 1-1  | –––– | 2-0  | 1-0  | 0-1  |
| San Giorgio in Bosco      | 2-1  | 0-3  | 3-0  | 0-1  | 1-3  | 0-2  | 2-2  | 0-4  | 1-1  | 2-1  | 0-3  | –––– | 1-1  | 2-3  |
| Scardovari                | 3-2  | 1-1  | 1-0  | 0-2  | 1-1  | 2-2  | 3-7  | 0-3  | 0-1  | 1-2  | 0-1  | 1-0  | –––– | 0-2  |
| United Borgoriccocampetra | 0-2  | 5-1  | 3-2  | 2-2  | 4-2  | 2-1  | 0-0  | 0-1  | 0-1  | 2-1  | 1-0  | 3-0  | 1-0  | –––– |

#### Play-out

##### Andata
|              | Risultati |                       | Luogo, data e ora                          |
| ------------ | --------- | --------------------- | ------------------------------------------ |
| Abano Calcio | 1-2       | Robeganese F. Salzano | Bresseo di Teolo, 8 maggio 2022, ore 16,30 |
|              |           |                       |                                            |

##### Ritorno
|                       | Risultati |              | Luogo, data e ora                  |
| --------------------- | --------- | ------------ | ---------------------------------- |
| Robeganese F. Salzano | 3-1       | Abano Calcio | Salzano, 15 maggio 2022, ore 16,30 |
|                       |           |              |                                    |

## Girone C

### Squadre partecipanti
| Club                                     | Città                      | Stadio                             | Stagione precedente   |
| ---------------------------------------- | -------------------------- | ---------------------------------- | --------------------- |
| A.S.D. Città di Caorle-La Salute         | Caorle (VE)                | Stagio Giovanni Chiggiato          | Promozione, ripescata |
| A.D.C. Eclisse CareniPievigina           | Pieve di Soligo (TV)       | Stadio comunale                    | Ecc. B                |
| Calcio Istrana 1964 A.S.D.               | Istrana (TV)               | Stadio comunale                    | Ecc. B                |
| A.S.D. Liapiave                          | San Polo di Piave (TV)     | Stadio comunale                    | Ecc. B                |
| A.S.D. Liventina                         | Motta di Livenza (TV)      | Stadio Luigino Samassa             | 6° in Eccellenza/B    |
| A.S.D. Calcio Montello                   | Volpago del Montello (TV)  | Stadio comunale                    | Ecc. B                |
| U.S.D. Opitergina                        | Oderzo (TV)                | Stadio Opitergium                  | Ecc. B                |
| A.S.D. Portogruaro                       | Portogruaro (VE)           | Stadio Piergiovanni Mecchia        | 5° in Eccellenza/B    |
| A.C.D. Portomansuè                       | Portobuffolé e Mansuè (TV) | Stadio comunale di Mansuè          | Ecc. B                |
| G.S.D. Real Martellago                   | Martellago (VE)            | Stadio comunale                    | 7° in Eccellenza/B    |
| A.C. Sandonà 1922 A.S.D.                 | San Donà di Piave (VE)     | Stadio Verino Zanutto              | 3° in Eccellenza/B    |
| Treviso FBC 1993                         | Treviso                    | Stadio Omobono Tenni               | Promozione, ripescato |
| F.C. Union Pro 1928 S.S.D. a r.l.        | Mogliano Veneto (TV)       | Stadio comunale di Mogliano Veneto | Ecc. B                |
| A.S.D. Vittorio Falmec San Martino Colle | Vittorio Veneto (TV)       | Stadio Paolo Barison               | Ecc. B                |

### Classifica finale
|  | Pos. | Squadra                   | Pt | G  | V  | N  | P  | GF | GS | DR  |
|  | ---- | ------------------------- | -- | -- | -- | -- | -- | -- | -- | --- |
|  | 1.   | Portogruaro               | 57 | 26 | 17 | 6  | 3  | 46 | 15 | +31 |
|  | 2.   | Treviso                   | 52 | 26 | 15 | 7  | 4  | 50 | 24 | +26 |
|  | 3.   | Sandonà 1922              | 50 | 26 | 14 | 8  | 4  | 37 | 19 | +18 |
|  | 4.   | Portomansuè               | 49 | 26 | 14 | 7  | 5  | 50 | 30 | +20 |
|  | 5.   | Liapiave                  | 45 | 26 | 12 | 9  | 5  | 51 | 37 | +14 |
|  | 6.   | Liventina                 | 42 | 26 | 11 | 9  | 6  | 40 | 25 | +15 |
|  | 7.   | Istrana                   | 33 | 26 | 9  | 6  | 11 | 42 | 48 | -6  |
|  | 8.   | Opitergina                | 32 | 26 | 9  | 5  | 12 | 33 | 39 | -6  |
|  | 9.   | Vittorio SMC              | 31 | 26 | 7  | 9  | 10 | 34 | 39 | -5  |
|  | 10.  | Pievigina                 | 30 | 26 | 6  | 12 | 8  | 37 | 35 | +2  |
|  | 11.  | Città di Caorle-La Salute | 29 | 26 | 7  | 8  | 11 | 28 | 38 | -10 |
|  | 12.  | Real Martellago           | 22 | 26 | 4  | 10 | 12 | 26 | 46 | -20 |
|  | 13.  | Union Pro                 | 15 | 26 | 3  | 6  | 17 | 20 | 48 | -29 |
|  | 14.  | Montello                  | 6  | 26 | 1  | 3  | 22 | 14 | 64 | -50 |

Legenda:
       Ammessa al Girone finale 1.
       Ammessa al Girone finale 2.
 Ai play-off o ai play-out.
       Retrocessa in Promozione Veneto 2022-2023.
Note:
Real Martellago e Union Pro retrocessi senza play-out.
Regolamento:
Tre punti a vittoria, uno a pareggio, zero a sconfitta.
In caso di arrivo di due o più squadre a pari punti, la graduatoria verrà stilata secondo la classifica avulsa tra le squadre interessate che prevede, in ordine, i seguenti criteri:
- Punti negli scontri diretti.
- Differenza reti negli scontri diretti.
- Differenza reti generale.
- Reti realizzate in generale.
- Sorteggio.

### Risultati

#### Tabellone
|                           | Cit  | Ecl  | Ist  | Lia  | Liv  | Mon  | Opi  | PoG  | PoM  | ReM  | San  | Tre  | Uni  | Vit  |
| ------------------------- | ---- | ---- | ---- | ---- | ---- | ---- | ---- | ---- | ---- | ---- | ---- | ---- | ---- | ---- |
| Città di Caorle-La Salute | –––– | 2-1  | 0-0  | 1-2  | 1-1  | 1-0  | 2-0  | 1-1  | 4-1  | 1-1  | 0-0  | 0-1  | 0-1  | 1-1  |
| Eclisse Carenpievigina    | 2-1  | –––– | 0-0  | 3-3  | 0-0  | 3-2  | 0-2  | 0-1  | 2-4  | 1-3  | 2-2  | 1-1  | 1-0  | 3-1  |
| Istrana                   | 2-0  | 0-4  | –––– | 1-1  | 0-1  | 1-2  | 3-1  | 1-1  | 1-2  | 2-1  | 3-1  | 3-3  | 4-1  | 4-3  |
| Liapiave                  | 3-3  | 2-1  | 3-1  | –––– | 1-1  | 4-1  | 1-2  | 3-2  | 2-2  | 4-1  | 1-4  | 0-5  | 2-0  | 3-1  |
| Liventina                 | 5-1  | 0-0  | 4-1  | 1-1  | –––– | 3-1  | 2-1  | 0-1  | 1-3  | 5-0  | 0-0  | 0-1  | 1-0  | 3-0  |
| Montello                  | 1-2  | 1-5  | 2-5  | 0-1  | 0-2  | –––– | 0-3  | 0-3  | 0-6  | 0-0  | 0-2  | 0-1  | 0-0  | 0-1  |
| Opitergina                | 0-0  | 2-2  | 1-3  | 0-2  | 3-2  | 5-1  | –––– | 0-1  | 1-1  | 1-1  | 2-1  | 0-4  | 2-0  | 1-2  |
| Portogruaro               | 0-0  | 0-0  | 2-0  | 1-0  | 1-0  | 5-0  | 2-0  | –––– | 0-1  | 3-0  | 2-2  | 1-0  | 6-1  | 1-1  |
| Portomansuè               | 4-1  | 2-1  | 3-0  | 2-2  | 3-0  | 2-1  | 1-1  | 0-2  | –––– | 2-1  | 1-0  | 2-3  | 2-1  | 0-0  |
| Real Martellago           | 2-0  | 1-1  | 2-2  | 0-5  | 1-2  | 3-0  | 1-1  | 1-2  | 1-1  | –––– | 0-1  | 0-3  | 1-1  | 1-4  |
| San donà 1922             | 2-1  | 1-1  | 2-0  | 1-0  | 1-1  | 2-0  | 1-2  | 2-0  | 3-1  | 1-0  | –––– | 0-0  | 1-0  | 3-0  |
| Treviso FBC 1993          | 4-2  | 2-1  | 3-2  | 1-1  | 3-4  | 0-0  | 3-0  | 0-1  | 1-0  | 1-1  | 1-1  | –––– | 1-2  | 2-0  |
| Union Pro 1928            | 1-2  | 1-1  | 0-2  | 1-3  | 0-0  | 3-2  | 0-1  | 1-3  | 0-3  | 1-2  | 1-2  | 1-2  | –––– | 1-1  |
| Vittorio Falmec S.M.C.    | 2-0  | 1-1  | 5-1  | 1-1  | 1-1  | 2-1  | 1-0  | 1-4  | 1-1  | 1-1  | 0-1  | 1-2  | 2-2  | –––– |

## Girone finale 1
La prima in classifica di ognuno dei tre gironi si gioca, in questo girone finale 1, l'ingresso in Serie D. Si qualificano le prime due, mentre la terza e ultima classificata si qualifica per gli spareggi nazionali come "miglior seconda classificata" o "squadra seconda classificata n° 1".

### Classifica
|  | Pos. | Squadra              | Pt | G | V | N | P | GF | GS | DR |
|  | ---- | -------------------- | -- | - | - | - | - | -- | -- | -- |
|  | 1.   | Villafranca Veronese | 7  | 4 | 2 | 1 | 1 | 5  | 5  | 0  |
|  | 2.   | Portogruaro          | 6  | 4 | 2 | 0 | 2 | 5  | 3  | +2 |
|  | 3.   | Giorgione            | 4  | 4 | 1 | 1 | 2 | 4  | 6  | -2 |

Legenda:
       Promossi in Serie D 2022-2023.
 Ammesso agli spareggi nazionali.

### Risultati
|                      | Risultati |                      | Luogo, data e ora                                |
| -------------------- | --------- | -------------------- | ------------------------------------------------ |
| Portogruaro          | 1 - 2     | Giorgione            | Portogruaro, 1º maggio 2022, ore 16,30           |
| Villafranca Veronese | 1 - 0     | Portogruaro          | Villafranca di Verona, 4 maggio 2022, ore 20,30  |
| Giorgione            | 1 - 1     | Villafranca Veronese | Castelfranco Veneto, 8 maggio 2022, ore 16,30    |
| Giorgione            | 0 - 1     | Portogruaro          | Castelfranco Veneto, 11 maggio 2022, ore 20,30   |
| Portogruaro          | 3 - 0     | Villafranca Veronese | Portogruaro, 15 maggio 2022, ore 16,30           |
| Villafranca Veronese | 3 - 1     | Giorgione            | Villafranca di Verona, 18 maggio 2022, ore 20,30 |
|                      |           |                      |                                                  |

## Girone finale 2
La seconda in classifica di ognuno dei tre gironi si gioca, in questo girone finale 2, l'ingresso agli spareggi nazionali. Si qualifica solo la prima classificata diventando "squadra seconda classificata n° 2".

### Classifica
|  | Pos. | Squadra                    | Pt | G | V | N | P | GF | GS | DR |
|  | ---- | -------------------------- | -- | - | - | - | - | -- | -- | -- |
|  | 1.   | Montecchio                 | 7  | 4 | 2 | 1 | 1 | 9  | 4  | +5 |
|  | 2.   | Treviso                    | 7  | 4 | 2 | 1 | 1 | 8  | 5  | +3 |
|  | 3.   | United Borgoricco Campetra | 3  | 4 | 1 | 0 | 3 | 4  | 12 | -8 |

Legenda:
 ammesso agli spareggi nazionali.

### Risultati
|            | Risultati |            | Luogo, data e ora                              |
| ---------- | --------- | ---------- | ---------------------------------------------- |
| Borgoricco | 0 - 5     | Montecchio | Borgoricco, 1º maggio 2022, ore 16,30          |
| Treviso    | 2 - 3     | Borgoricco | Treviso, 4 maggio 2022, ore 20,30              |
| Montecchio | 1 - 2     | Treviso    | Montecchio Maggiore, 8 maggio 2022, ore 16,30  |
| Montecchio | 2 - 1     | Borgoricco | Montecchio Maggiore, 11 maggio 2022, ore 20,30 |
| Borgoricco | 0 - 3     | Treviso    | Borgoricco, 15 maggio 2022, ore 16,30          |
| Treviso    | 0 - 0     | Montecchio | Treviso, 18 maggio 2022, ore 20,30             |
|            |           |            |                                                |

### Spareggio
|         | Risultati     |            | Luogo, data e ora                             |
| ------- | ------------- | ---------- | --------------------------------------------- |
| Treviso | 1-1 (1-4 dtr) | Montecchio | Bassano del Grappa, 22 maggio 2022, ore 16,30 |
|         |               |            |                                               |